# ویلهلم اشپشت

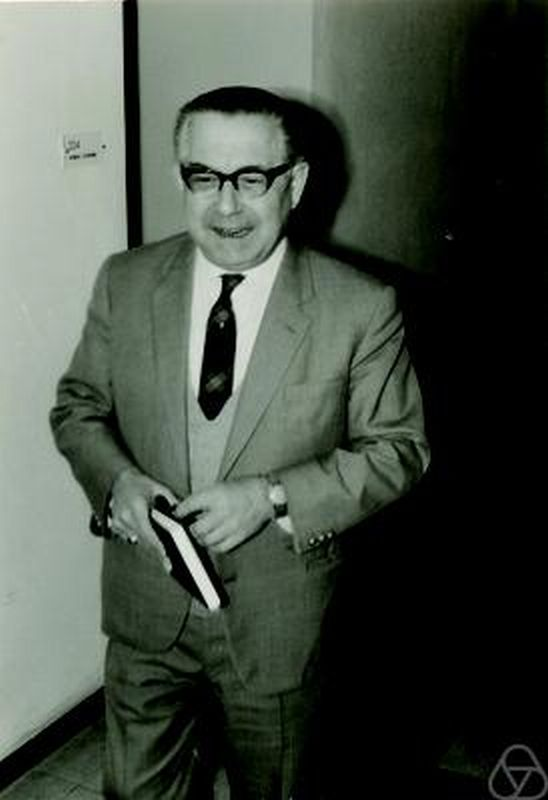
نگاره‌ٔ ویلهلم اشپشت، ریاضی‌دان آلمانی - ۱۹۶۷

ویلهلم اتو لودویگ اشپشت (به آلمانی: Wilhelm Otto Ludwig Specht) (زاده ۲۲ سپتامبر ۱۹۰۷ در راشتات-درگذشته ۱۹ فوریه ۱۹۸۵) ریاضیدان اهل آلمان بود.

## زندگی و کارنامه
اشپشت در برلین به مدرسه رفت و سپس در دانشگاه های لودویگ-ماکسیمیلیان و دانشگاه هومبولت برلین تحصیلاتش را ادمه داد. وی در سال ۱۹۳۲ با سرپرستی ایسای شور درجه دکتری ریاضیات را به دست آورد. سپس به عنوان دستیار به دانشگاه آلبرتوس کونیگسبرگ رفت و در سال ۱۹۳۷ در برسلاو سرگرم کار شد و در همان دانشگاه درجه شایستگی را به دست آورد. پس از جنگ جهانی دوم به دانشگاه ارلانگن رفت و در سال ۱۹۴۸ به درجه استادی ریاضیات کاربردی رسید و تا زمان بازنشستگی اش در سال ۱۹۷۲ در همان دانشگاه باقی ماند. اشپشت به پژوهش درباره نمایش گروه های متقارن پرداخت و در اینجا مفهوم مهم مدول اشپشت را معرفی نمود. از دیگر کارهای او محک اشپشت درباره هم ارزی یکه ماتریسها می باشد. وی همچنین چند جلد کتاب درسی درباره نظریه گروه ها نوشته است. 